# Romain Quirot
Romain Quirot (* 7. Oktober 1985 in Frankreich) ist ein französischer Filmregisseur und Buch- und Drehbuchautor.

## Leben

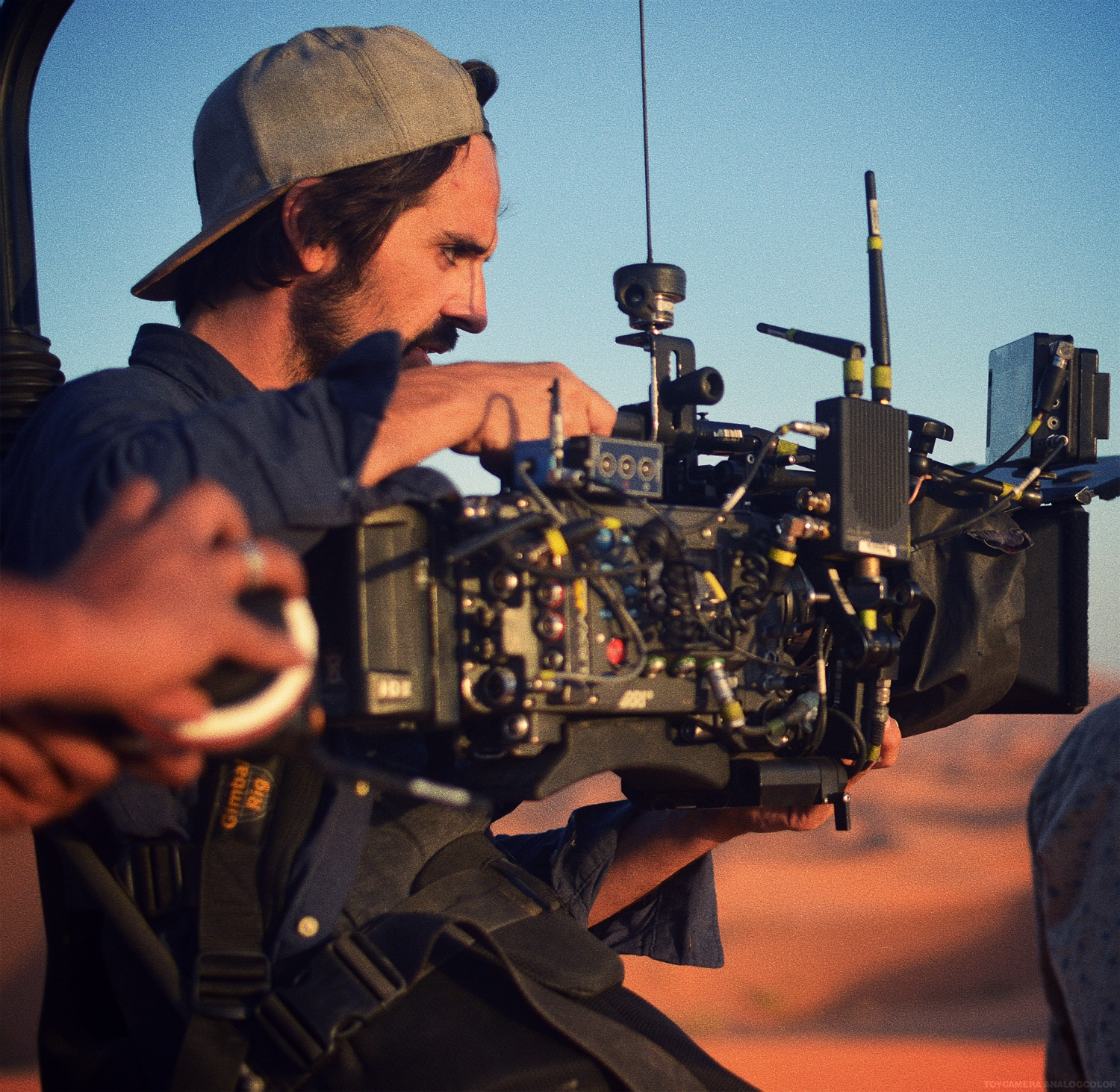
Romain Quirot 2019 bei den Dreharbeiten von The Last Journey

Nach seinem Studium der Kriminalwissenschaften begann Romain Quirot seine Karriere als Regisseur von Musikvideos und Werbefilmen. Er  drehte den Dokumentarfilm Un jour peut-être über den alternativen französischen Rap und den Kurzfilm Un vague souvenir.
Im April 2016 feierte sein Science-Fiction-Kurzfilm Le Dernier Voyage de l’énigmatique Paul W.R. beim Tribeca Filmfestival seine internationale Premiere. Auch in seinem Buch Gary Cook - tome 1 Le pont des oubliés, das Quirot gemeinsam mit Antoine Jaunin schrieb und 2017 bei Nathan erschien, greift er das Thema Science-Fiction wieder auf. Im Roman wächst der Protagonist Gary Cook auf der nahezu zerstörten Erde auf, versucht jedoch gemeinsam mit seinen Freunden Max und Elliott an Bord eines Raumschiffs zu gelangen.
Seinen ersten Spielfilm The Last Journey, eine Adaption des Kurzfilms Le Dernier Voyage de l’énigmatique Paul W.R., stellte er im September 2020 beim Angoulême Francophone Film Festival vor. Der Film kam im Mai 2021 in die französischen Kinos. Die Hauptrollen in dem Film, für den er wieder mit Kameramann Jean-Paul Agostini zusammenarbeitete, wurden mit Hugo Becker, Jean Reno und Paul Hamy besetzt.

## Filmografie
- 2011: Juste avant l’aube (Kurzfilm)
- 2012: Un jour peut-être, une autre histoire du rap français (Dokumentarfilm)
- 2013: Un vague souvenir (Kurzfilm)
- 2015: Le Dernier Voyage de l’énigmatique Paul W.R. (Kurzfilm)
- 2018: Sans réseau (Dokumentarfilm)
- 2020: The Last Journey (Le Dernier Voyage de Paul W.R.)

## Auszeichnungen (Auswahl)
Berlin Short Film Festival
- 2016: Auszeichnung als Bester Science-Fiction-Kurzfilm mit dem Preis der Jury (Le Dernier Voyage de l’énigmatique Paul W.R.)

Sitges Film Festival
- 2020: Nominierung als Bester Film im Official Fantàstic Competition (The Last Journey)[7]

Tribeca Film Festival
- 2016: Nominierung als Bester Kurzfilm für den Jury Award (Le Dernier Voyage de l’énigmatique Paul W.R.)